# Englische Cricket-Nationalmannschaft in den West Indies in der Saison 1997/98
Die Tour der englischen Cricket-Nationalmannschaft in die West Indies in der Saison 1997/98 fand vom 29. Januar bis zum 8. April 1998 statt. Die internationale Cricket-Tour war Bestandteil der Internationalen Cricket-Saison 1997/98 und umfasste sechs Tests und fünf ODIs. Die West Indies gewannen die Test-Serie 3–1 und die ODI-Serie 4–1.

## Vorgeschichte
Beide Mannschaften bestritten zuvor zusammen mit Indien und Pakistan ein Vier-Nationen-Turnier in den Vereinigten Arabischen Emiraten.
Das letzte Aufeinandertreffen der beiden Mannschaften bei einer Tour fand in der Saison 1995 in England statt.

## Stadien
Die folgenden Stadien wurden für die Tour als Austragungsort vorgesehen.
| Stadt         | Land                           | Stadion                   | Kapazität | Spiele               |
| ------------- | ------------------------------ | ------------------------- | --------- | -------------------- |
| Bridgetown    | Barbados                       | Kensington Oval           | 11.000    | 5. Test; 1. & 2. ODI |
| Georgetown    | Guyana                         | Bourda Cricket Ground     | 25.000    | 4. Test              |
| Kingston      | Jamaika                        | Sabina Park               | 20.000    | 1. Test              |
| Kingstown     | St. Vincent und die Grenadinen | Arnos Vale Stadium        | 18.000    | 3. & 4. ODI          |
| Port of Spain | Trinidad und Tobago            | Queen’s Park Oval         | 25.000    | 2. & 3. Test; 5. ODI |
| St. John’s    | Antigua und Barbuda            | Antigua Recreation Ground | 12.000    | 6. Test              |

## Kaderlisten
Die folgenden Kader wurden von den Mannschaften benannt.
| Test | Test | ODI | ODI |
| West Indies | England | West Indies | England |
| --- | --- | --- | --- |
| - Jimmy Adams - Curtly Ambrose - Kenny Benjamin - Ian Bishop - Sherwin Campbell - Shivnarine Chanderpaul - Roland Holder - Carl Hooper - Clayton Lambert - Brian Lara - Nixon McLean - Junior Murray - Dinanath Ramnarine - Franklyn Rose - Philo Wallace - Courtney Walsh - David Williams - Stuart Williams | - Mike Atherton - Mark Butcher - Andy Caddick - John Crawley - Robert Croft - Angus Fraser - Dean Headley - Adam Hollioake - Nasser Hussain - Mark Ramprakash - Jack Russell - Alec Stewart - Graham Thorpe - Phil Tufnell | - Curtly Ambrose - Keith Arthurton - Shivnarine Chanderpaul - Mervyn Dillon - Carl Hooper - Ridley Jacobs - Clayton Lambert - Phil Simmons - Brian Lara - Rawl Lewis - Neil McGarrell - Nixon McLean - Junior Murray - Franklyn Rose - Carl Tuckett - Philo Wallace - Courtney Walsh - Laurie Williams - Stuart Williams | - Dougie Brown - Robert Croft - Mark Ealham - Matthew Fleming - Angus Fraser - Dean Headley - Adam Hollioake - Ben Hollioake - Graeme Hick - Nick Knight - Mark Ramprakash - Jack Russell - Alec Stewart - Graham Thorpe |

## Tour Matches
| 16. – 18. Juni Scorecard | Montego Bay | England XI 286-8d (120.3)      | – | Jamaika 125 (52.5) & 96 (37.1) (f/o) |
|                          |             | England XI gewinnt mit 65 Runs |   |                                      |

| 22. – 25. Januar Scorecard | Spanish Town | England XI 400 (122.2) & 181-4 (65) | – | West Indies A 434 (155.5) |
|                            |              | Remis                               |   |                           |

| 21. – 23. Februar Scorecard | Georgetown (ECCC) | Guyana 184 (87.2) & 131 (55.3) | – | England XI 239 (111.2) & 33-3 (10) |
|                             |                   | Remis                          |   |                                    |

| 7. – 9. März Scorecard | Bridgetown | Barbados 472-6d (130) & 51-1 (11) | – | England XI 382 (118.3) |
|                        |            | Remis                             |   |                        |

## Tests

### Erster Test in Kingston
| 29. Januar – 2. Februar Scorecard | Kingston | England 17-3 (10.1) | – | West Indies |
|                                   |          | Abgebrochen         |   |             |

Nachdem die englischen Batsman mehrfach von Bällen getroffen wurden, wurde das Spiel auf Grund von gefährlichem Pitch abgebrochen.

### Zweiter Test in Port of Spain
| 5. – 9. Februar Scorecard | Port of Spain | England 214 (109) & 258 (94.5)    | – | West Indies 191 (73.1) & 282-7 (98.2) |
|                           |               | West Indies gewinnt mit 3 Wickets |   |                                       |

### Dritter Test in Port of Spain
| 13. – 17. Februar Scorecard | Port of Spain | West Indies 159 (67.4) & 210 (85.3) | – | England 145 (71.4) & 225-7 (108) |
|                             |               | England gewinnt mit 3 Wickets       |   |                                  |

### Vierter Test in Georgetown
| 27. Februar – 2. März Scorecard | Georgetown | West Indies 352 (128.1) & 197 (72) | – | England 170 (87.1) & 137 (62.1) |
|                                 |            | West Indies gewinnt mit 242 Runs   |   |                                 |

### Fünfter Test in Bridgetown
| 12. – 16. März Scorecard | Bridgetown | England 403 (153.5) & 233-3d (71) | – | West Indies 262 (107.3) & 112-2 (37.3) |
|                          |            | Remis                             |   |                                        |

### Sechster Test in St. John’s
| 20. – 24. März Scorecard | St. John’s | England 127 (70.5) & 321 (147.2)                  | – | West Indies 500-7d (131) |
|                          |            | West Indies gewinnt mit einem Innings und 52 Runs |   |                          |

## One-Day Internationals

### Erstes ODI in Bridgetown
| 29. März Scorecard | Bridgetown | England 293-5 (50)          | – | West Indies 277 (46.5) |
|                    |            | England gewinnt mit 16 Runs |   |                        |

### Zweites ODI in Bridgetown
| 1. April Scorecard | Bridgetown | England 266 (50)                 | – | West Indies 267-9 (49.5) |
|                    |            | West Indies gewinnt mit 1 Wicket |   |                          |

### Drittes ODI in Kingstown
| 4. April Scorecard | Kingstown | England 209-8 (50)                | – | West Indies 213-5 (48.1) |
|                    |           | West Indies gewinnt mit 5 Wickets |   |                          |

### Viertes ODI in Kingstown
| 5. April Scorecard | Kingstown | England 149 (48.5)                | – | West Indies 150-6 (37.4) |
|                    |           | West Indies gewinnt mit 4 Wickets |   |                          |

### Fünftes ODI in Port of Spain
| 8. April Scorecard | Port of Spain | West Indies 302-5 (50)          | – | England 245 (45.5) |
|                    |               | West Indies gewinnt mit 57 Runs |   |                    |